# Jean-Claude Rennwald
Jean-Claude Rennwald, né le 27 avril 1953 à Bassecourt (originaire de Delémont), est une personnalité politique suisse du canton du Jura, membre du Parti socialiste. Il est conseiller national de 1995 à 2011.

## Biographie
Jean-Claude Rennwald naît le 27 avril 1953 à Bassecourt, un village du district de Delémont. Il est originaire de Delémont. Il est issu d'une famille alsacienne réfugiée en Suisse après la Guerre franco-allemande de 1870. Il est titulaire d'une licence en sciences politiques de l'Université de Lausanne, passée en 1975, puis d'un doctorat en sciences politiques de l'Université de Genève obtenu en 1993.
Journaliste, il est correspondant parlementaire du Matin à Berne. De 1983 à 1987, il est le premier rédacteur en chef de la radio locale Fréquence Jura,. Il écrit ensuite pendant huit ans pour La lutte syndicale de la Fédération suisse des travailleurs de la métallurgie et de l'horlogerie (FTMH). En 1995, il devient secrétaire central de la FTMH et rédacteur en chef de La lutte syndicale. La même année, il publie un livre proposant la réunification du Jura et du Jura bernois dans un canton à six districts à l'horizon 2002,,. De 1998 à 2010, il est vice-président de l'Union syndicale suisse. En 2014, il propose, dans un nouveau livre, la création d'un grand canton jurassien comprenant les cantons de Neuchâtel et du Jura et le Jura bernois.

## Parcours politique
Jean-Claude Rennwald est député au Parlement jurassien de 1994 à 1995.
Lors des élections fédérales de 1995, il est élu au Conseil national, au détriment du radical sortant Alain Schweingruber. En 2007, il obtient une dérogation du Parti socialiste jurassien pour pouvoir se porter candidat pour un quatrième mandat alors que les statuts du parti en prévoient trois au maximum,. Il siège au Conseil national jusqu'en 2011 et ne se représente pas lors des élections fédérales de cette année-là,.
En 2006, il est pressenti pour se présenter à la succession de son collègue Claude Hêche au Gouvernement jurassien, mais il renonce, jugeant notamment qu'il est plus utile au parlement fédéral,.
Il s'engage en faveur de l'adhésion de la Suisse à l'Union européenne, tant dans le cadre de ses activités politiques que syndicales,. En 1995, il fait ainsi passer une motion au Parlement jurassien qui oblige le canton à s'engager au niveau fédéral pour une réactivation de la demande d'adhésion.

## Publications
- Jean-Claude Rennwald, Nord-Sud, le partage : ce que pourrait être un Canton du Jura à 6 districts, Courrendlin, Communication jurassienne et européenne, 1995, 223 p. (ISBN 9782940112012).
- Jean-Claude Rennwald, Le supercanton de l'Arc jurassien, Vevey, L'Aire, 2014, 178 p. (ISBN 9782940537341).

- Jean-Claude Rennwald et Adrian Zimmermann, La Grève générale de 1918 en Suisse : histoire et répercussions, Neuchâtel, Éditions Alphil, 2018 (ISBN 9782889500154).